# Borgo Preci
Borgo Preci è la frazione del comune di Preci (PG) che si trova immediatamente sotto all'abitato di Preci.

## Storia e descrizione
Si sviluppa lungo la strada che risale il corso del fiume Campiano: il paese nasce (in periodo recente) come insediamento commerciale per il castello ed i borghi circostanti.
Tra i monumenti da ricordare, la chiesa della Madonna della Peschiera (XVII secolo), così chiamata per via di una vasca alimentata da una sorgente e destinata, sin dal XVII secolo, all'allevamento delle trote, ed un antico mulino con stalla, macina e cortile: da esso parte una mulattiera che conduce al castello di Preci.
Tra le attività economiche principali, l'allevamento e la produzione ittica in vasca, soprattutto di trota iridea bianca, salmonata, trota fario e salmerino di fonte.
A Borgo si trova anche un palazzetto dello sport (calcio a 5).

## Galeria d'immagine

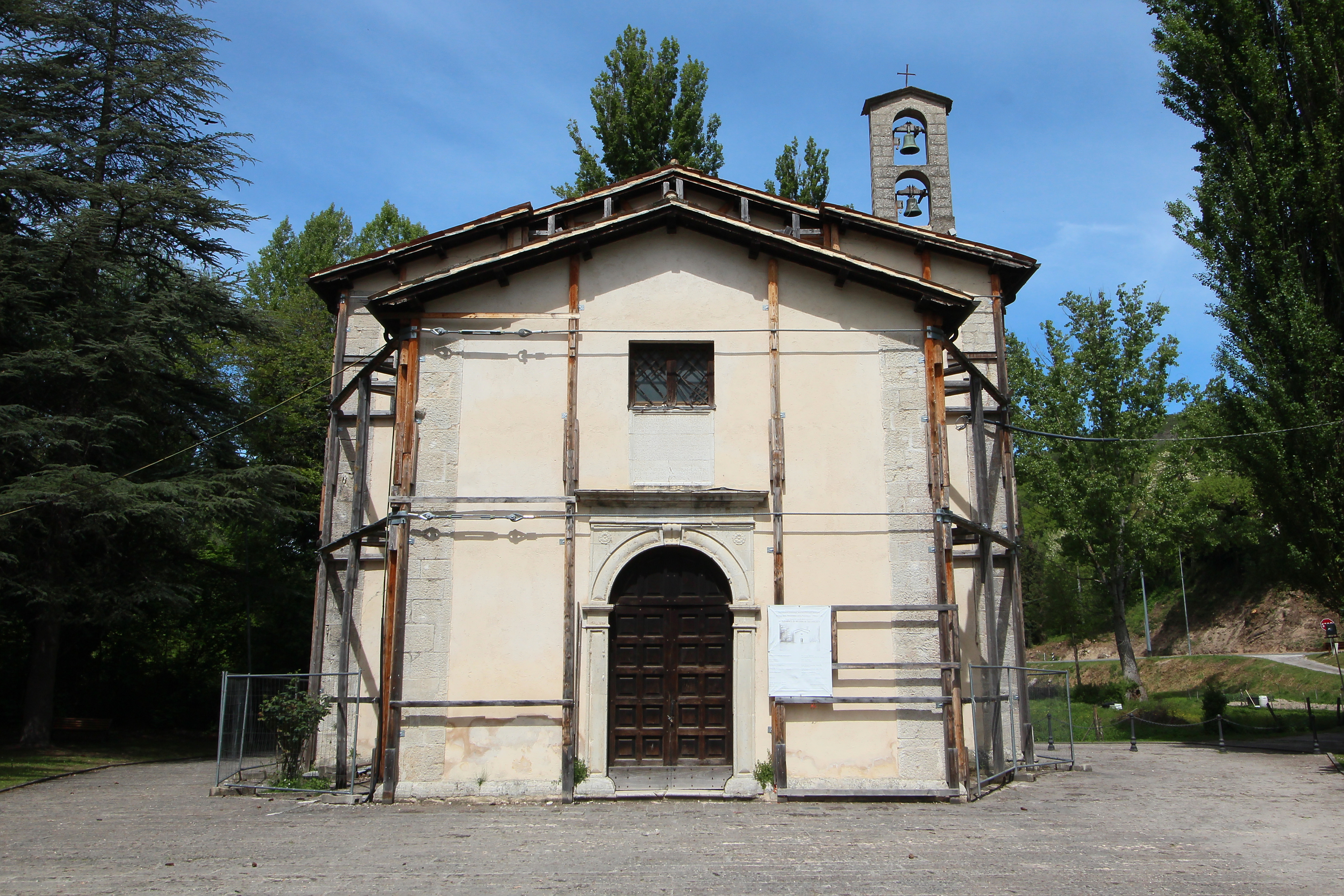
La chiesa della Madonna della Peschiera
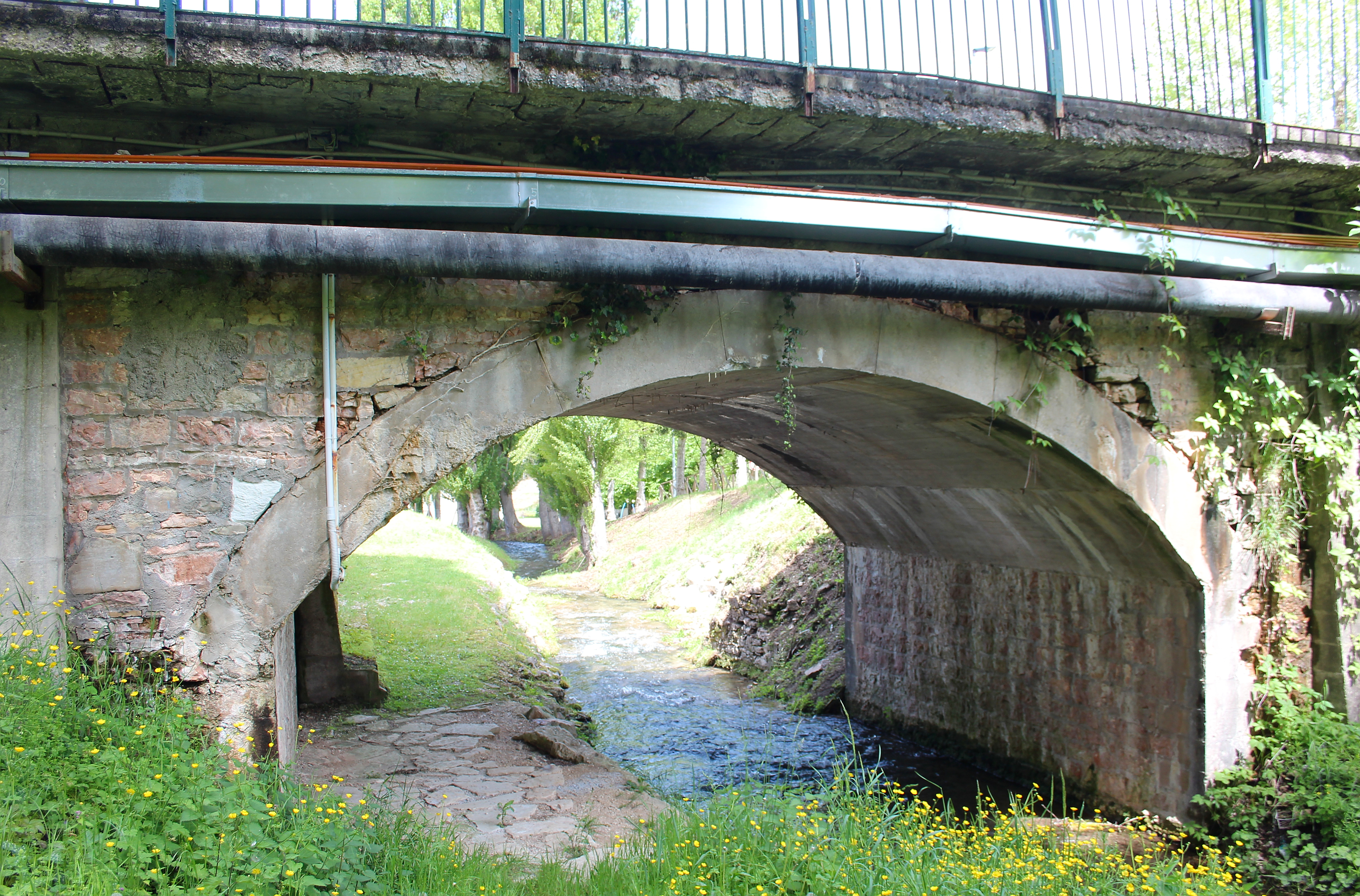
Il ponte sul fiume Campiano
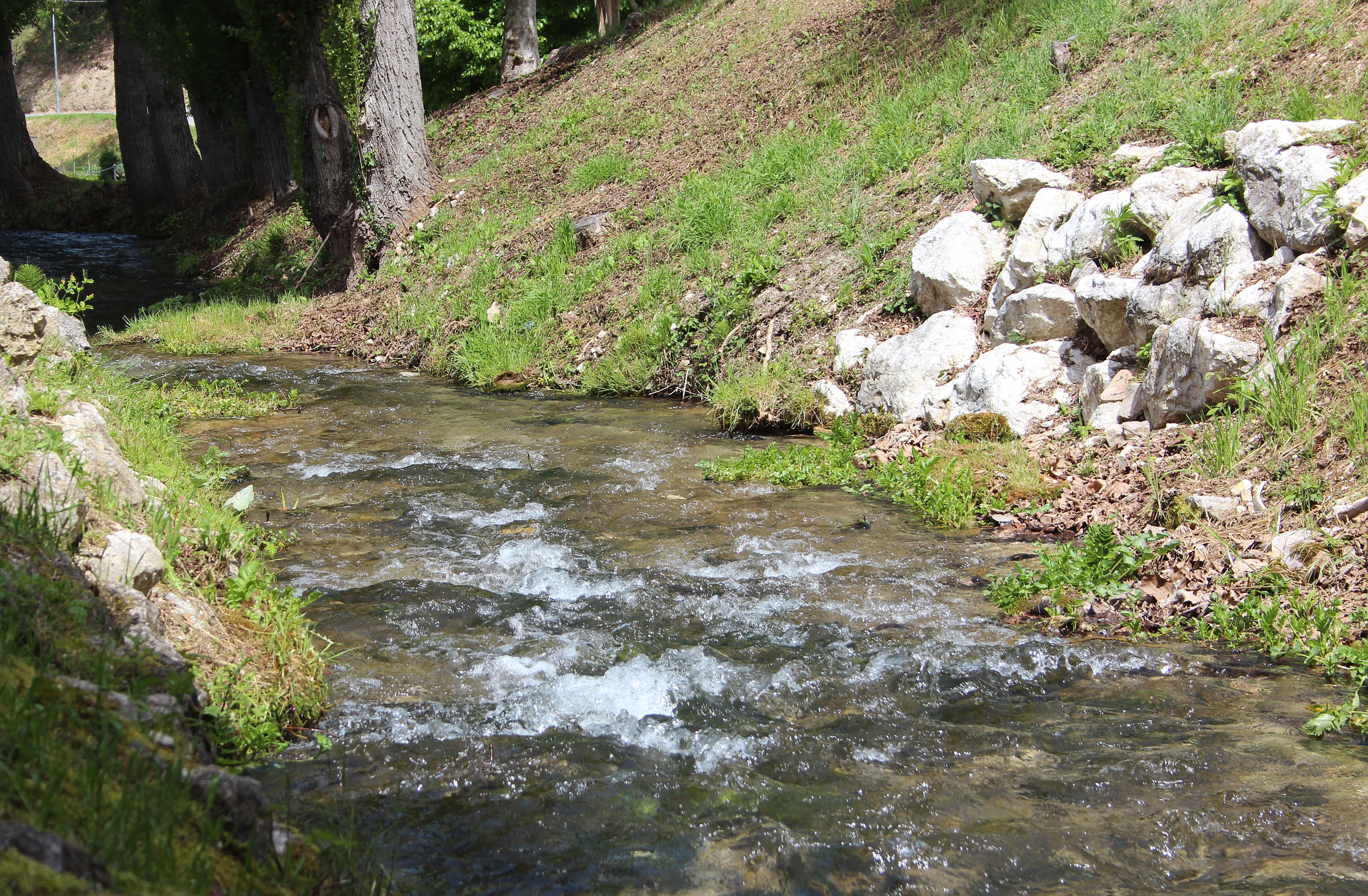
Il fiume Campiano a Borgo Preci